# Cavendishia tarapotana
Cavendishia tarapotana är en ljungväxtart som först beskrevs av Meissner, och fick sitt nu gällande namn av George Bentham och Hooker f. Cavendishia tarapotana ingår i släktet Cavendishia och familjen ljungväxter. Utöver nominatformen finns också underarten C. t. gilgiana.